# Petar Šarčević (veleposlanik)
Petar Šarčević (Subotica, 26. travnja 1941. – Zagreb, 27. lipnja 2005.) bio je hrvatski znanstvenik i diplomat. Rodom je bački Hrvat.

## Životopis
Studirao je pravo na zagrebačkom Pravnom fakultetu, na kojem je diplomirao 1965. godine. U Amsterdamu na Europa Institute pri amsterdamskom sveučilištu je poslijediplomski studij prava, smjer gospodarske integracije; završio ga je 1968. godine. Doktorirao je u Mainzu 1973. godine.
Predavao je na riječkom sveučilištu. Prvo je bio docentom na katedri za međunarodno privatno pravo na riječkom Pravnom fakultetu, a poslije i redovnim profesorom. Predavao je kao gost na brojnim inozemnim sveučilištima. Od 1986. do 1988. je bio dekan na Pravnom fakultetu, a rektorom je bio od 1989. do 1991. godine. Njemu u čast svake dvije godine održava se međunarodna konferencija iz pravnih znanosti u organizaciji Pravnog fakulteta u Rijeci i Hrvatske udruge za poredbeno pravo. 
Osnovao je tečaj za međunarodno trgovačko pravo na Međusveučilišnom centru u Dubrovniku. Bio je direktorom i predavačem na tom tečaju.
Bio je prvi veleposlanik Republike Hrvatske u SAD-u. Dužnost je obnašao u najosjetljivije vrijeme za Hrvatsku, za vrijeme velikosrpske agresije na Hrvatsku sve do zaključenja završnih mirovnih sporazuma, od 1992. do 1996., a poslije toga je bio veleposlanik u Švicarskoj i Lihtenštajnu.